# 越崎恭平
越崎 恭平（こしざき きょうへい、1987年 - ）は、日本のラジオディレクター。北海道江別市出身。フリー（旧テレコム・サウンズ→TBSプロネックス所属）。北海道江別高等学校、経専音楽放送芸術専門学校卒業。

## 人物
- 2007年から北海道のFMラジオ局でADを務め、同時期にSTVラジオ『日高晤郎ショー』のADも担当。日高晤郎とは、孫くらいの年齢差があったので可愛がってもらったと語る。その後STVラジオでフリー契約[1]。『スーパーヒットチャートなまらん』などの、若者向け音楽番組でディレクターを担当。担当番組がすべて終了したのをきっかけに上京し、テレコム・サウンズに入社[2]。2019年に退社し、現在はフリーランス。
- 17年間担当した小塙ディレクターに代わり、『爆笑問題カーボーイ』の2代目ディレクターを担当。中学生時代からリスナーだったことが明かされている。
- 『日高晤郎ショー』のADをしていたことは、太田光と日高晤郎がラジオでやり取りになった際に明かされた[2]。
- 『櫻井・有吉 THE夜会』に爆笑問題が出演した際、クレームを入れるスタッフとしてVTR出演した[3]。
- 空気階段をヨシモト∞ホールのライブシーンから発掘し[4][5]、『マイナビ Laughter Night』『空気階段の踊り場』を通じて長年チームを組む関係である。鈴木もぐらとはともに銀杏BOYZのファンという共通点がある。

## 担当番組（ディレクター）

### TBSラジオ
- 空気階段の踊り場（月 24:00-25:00）
- 爆笑問題カーボーイ（火 25:00-27:00）[6]
- マイナビ Laughter Night（金 24:00-25:00）[6]
- ふわっち presents らじおっつ（月-金 23:55-24:00）
- きしたかののブタピエロ（金 27:00-27:30）
- 藤田ニコルのあしたはにちようび（土 19:00-20:00）
- ねむチキ（土 27:30-28:00）
- 真空ジェシカのラジオ父ちゃん（ポッドキャスト）

### その他の放送局
- 宮下草薙の15分（文化放送、金 26:45-27:00）
- 芸人お試しラジオ「デドコロ」（火曜会）

### 過去の担当番組
- PILOT（RCCラジオ 日 24:30-25:00）
- 爆笑問題の日曜サンデー（日 13:00-17:00）
- べしゃり王選手権（TBSラジオ・ABCラジオ、毎月最終日曜 20:00-20:55）
- 笑う音のHit Stage Super Neo 寄席RADIO「笑ステ」（ニッポン放送）
- バービー・郡司の深夜教室Q組（MBSラジオ、火 26:00-26:15）
- ラジオスターがお悩みに回答!10代限定相談室（NHK・民放101局共同制作）
- まーちゅん・fumikaの真夜中のウイウイ（NACK5）
- 日高晤郎ショー（STVラジオ）
- スーパーヒットチャートなまらん（STVラジオ）
- ほら!ここがオズワルドさんち!（水 24:00-25:00)

### 過去の担当イベント
- 尼神インター・渚×Aマッソ・加納 トークライブ「本能、類は友をしばく」
- 空気階段単独公演